# Овейс, Мухаммед
Мухаммед Овейс (араб. حامد عويس‎; 8 марта 1919, Бени-Суэйф — 30 сентября 2011, Каир) — египетский художник и педагог.

## Биография
Мухаммед Овейс родился в 1919 году в городе Бени-Суэйф в 115 км к югу от Каира — административном центре одноимённой египетской провинции. Во время Второй мировой войны, с 1939 по 1944 год, Овейс изучал искусство рисования в Художественном институте в Каире, а затем в 1946 году он совершенствовал своё художественное мастерство в Высшей школе прикладного искусства в городе Эль-Гиза.
В 1969 году Овейс стал преподавать в Королевской академии изящных искусств Сан-Фернандо (Мадрид).
Некоторое время спустя Мухаммед Овейс был приглашён на место профессора Художественного института в Александрии, где старательно передавал студентам свой опыт. Об его усердии в этом качестве говорит уже то, что в 1977 году он стал деканом факультета изящных искусств и проработал в этой должности до самого выхода на пенсию в 1979 году.
Мухаммед Овейс умер 30 сентября 2011 года.
Картины художника считаются одними из лучших на пути движения пластицизма в Египте и арабском мире, отмечающими выдающиеся вехи этого направления в живописи. Множество европейских музеев приобрели его работы, среди них музеи в Берлине, Польше, Мадриде и Москве. В его полотнах доминируют бытовые темы из жизни египетских трудящихся и их отличает монументальная условно-обобщённая трактовка форм. Из его картин такого плана наиболее известны следующие: «Строительство железной дороги» (1956), «Александрийские рыбаки» (1958), «Народный фронт» (1960), «Египетские крестьяне» (1962) и «На Асуанской плотине» (1965).
Заслуги Овейса были отмечены на родине Премией за художественное лидерство Министерства искусств Египта в 1993 году, Почётной премией Александрийского университета в 1996 году, Государственной премией в области искусства в 2001 году и Премией Мубарака в области искусств в 2005 году. Также он получил множество престижных международных наград, среди которых Стипендия Гуггенхайма (1956 год) и премия Александрийской международной биеннале (1958 и 1962). Кроме того, он был награждён орденом Республики и медалью «За выдающиеся достижения».